# Heidenchristen
Als Heidenchristen werden frühe Christen des ersten Jahrhunderts bezeichnet, die nichtjüdischer Herkunft waren. Christen jüdischer Herkunft und Tradition in dieser Zeit werden dagegen Judenchristen genannt.

## Ursprung der Heidenchristen
Das Urchristentum bestand vor allem aus Christen jüdischer Herkunft. Jesus Christus, seine Jünger, die Apostel und die Mitglieder der urchristlichen Gemeinden im Raum Palästinas waren Juden; sie lebten als Randgruppe in der Tradition des Judentums. Ihre Muttersprache war im Allgemeinen das Aramäische.
Schon für die erste Hälfte des ersten Jahrhunderts ist anzunehmen, dass auch Menschen aus dem hellenistischen Kulturkreis Christen wurden. Allerdings lassen sich für diese Zeit keine unabhängigen Quellen finden. Die Ausbreitung des christlichen Glaubens erfolgte entlang der großen Verkehrsachsen des römischen Reiches, sodass in erster Linie die großen Städte erreicht wurden. Im späten ersten Jahrhundert erfolgte eine verstärkte Missionierung und Aufnahme auch nichtjüdischer Menschen in das Urchristentum, die nicht die jüdischen Speisegesetze, die Reinheits- und Schabbatgebote einhalten und deren Männer sich nicht beschneiden lassen mussten.
Die vorherige Religionszugehörigkeit dieser Menschen umfasste den weiten Bereich der im römischen Reich verbreiteten Religionen und Philosophien. Es gab Anhänger der Götter des griechischen und römischen Pantheon oder des ostpersischen Mithraskultes. Philosophische Lehren dieser Zeit waren unter anderem der Platonismus, die Sophistik und der Epikureismus. Die soziale Zugehörigkeit der Heidenchristen umfasste Sklaven, Entrechtete, aber auch reiche römische Witwen, Jungfrauen und gebildete Vollbürger. Sie hatten unterschiedliche Muttersprachen, zumeist wurde die Koine gesprochen, die überregionale griechische Gemeinsprache des Hellenismus.

## Abgrenzung vom Judentum
Judenchristen behielten ihre jüdischen Traditionen und Vorschriften wie die Beschneidung, (Brit Mila, hebräisch ברית מילה, „Bund der Beschneidung“) und die jüdischen Speisegesetze,  (hebräisch כַּשְרוּת Kaschrut), (Speisegebote) bei.
Heidenchristen lebten zwar in Nachbarschaft zu Synagogen und Tempeln, hatten jedoch meist wenig Bezug zu den Bräuchen des Judentums. Die frühe Kirche durchlief deshalb eine Phase des Diskurses und der Spannung in Bezug auf die Frage, ob die Heidenchristen auch jüdische Gebote einhalten müssten. Konkret wurde das Problem mit den Missionsreisen des Paulus, in deren Folge zahlreiche heidenchristliche Gemeinden in Kleinasien entstanden.
Diese Spannung wurde nach biblischer Überlieferung auf dem Apostelkonzil in Jerusalem gelöst. Hier wurde die Position des Paulus angenommen, der zufolge die Heidenchristen nicht allen jüdischen Geboten unterworfen seien. Dies ging zeitlich einher mit der Zerstörung des jüdischen Staatswesens im ersten Jahrhundert durch das römische Reich und mit der zweiten Diaspora des Judentums. Die paulinische Theologie gewann allgemeine Akzeptanz im entstehenden Christentum, das sich vom Judentum abgrenzte. Die letzten Belege über Spannungen zwischen Judenchristen und Heidenchristen finden sich in den Ignatiusbriefen aus dem frühen zweiten Jahrhundert.
Ein eigenständiges Judenchristentum überdauerte noch einige Zeit. Es ist gekennzeichnet durch einen jüdischen Glauben, der Jesus Christus als den Messias oder den im Tanach angekündigten Endzeitpropheten anerkannte, jedoch nicht verlangte, Christus anzubeten, sondern nur den einen Gott.